# 安東尼夫卡 (羅茲迪利納區)
46°46′16″N 30°5′51″E / 46.77111°N 30.09750°E
安東尼夫卡（羅馬化：Antonivka）是位於烏克蘭西南部的村莊，由敖德萨州羅茲迪利納區的羅茲迪利納市鎮負責管轄。該村始建於1924年，面積0.26平方公里，海拔高度114米，2001年人口67，人口密度每平方公里253.79人。